# Vršenda
Vršenda (mađ. Versend) je selo u južnoj Mađarskoj.
Zauzima površinu od 14,13 km četvornih.

## Zemljopisni položaj
Nalazi se u jugoistočnom podnožju Mečeka, na 45°59'43" sjeverne zemljopisne širine i 18°30'41" istočne zemljopisne dužine, zapadno od Mohača i 2 km istočno od Monyoróda.

## Upravna organizacija
Upravno pripada Mohačkoj mikroregiji u Baranjskoj županiji. Poštanski broj je 7752.
U Vršendi se nalazi jedinica hrvatske i njemačke manjinske samouprave u Republici Mađarskoj.
Delegat Hrvatske državne samouprave u Mađarskoj za Vršendu ulazi kao predstavnik Baranje. U sastavu od ožujka 2007. je to Marijana Balatinac.

## Povijest
Naselje je osnovano 1015. godine.
U povijesti se spominje i pod imenima Wirsindh, Wersund, Wersend, Versundy.

## Kultura
- tamburaški sastav "Orašje".[2]
- kulturni i gastronomski festival Ovca i ovčji rep, u organizaciji mjesne, hrvatske i njemačke samouprave, od 2006.[5]

## Stanovništvo
U Vršendi živi 991 stanovnik (2002.): Hrvati, Nijemci, Mađari i Romi. Mjesni Hrvati pripadaju skupini Šokaca.
U prošlosti je izvjestan broj vršendskih Hrvata je odselio u susjedno selo Boju. Radilo se o težacima.

## Gospodarstvo
Tradicionalno važne gospodarske grane su bile poljodjelstvo i stočarstvo, pri čemu je kod Hrvata i Nijemaca od starina osobito bilo važno vinogradarstvo i vinarstvo, a u 2. polovici 20. stoljeća je značaj dobilo i ovčarstvo. Iz spoja to dvoje je nastalo i ime poznatog vina vršendskog kraja, "ovčji rep".

## Vanjske poveznice
- (mađ.) Versend Önkormányzatának honlapja
- (engl.) Vršenda na fallingrain.com